# David Brevik
David Brevik (n. 14 de febrero de 1968)  es un diseñador, productor y programador de videojuegos de nacionalidad estadounidense quien fue uno de los tres cofundadores de Condor Inc. en 1993 . Esta compañía  fue adquirida en 1996 por Blizzard  y renombrada como Blizzard North con Brevik como su presidente. Brevik es conocido por su participación en el desarrollo de Diablo y Diablo II, siendo considerado el creador de la franquicia. Actualmente  desarrolla videojuegos en Graybeard Games, una desarrolladora de videojuegos independiente fundada por él.

## Biografía

### Primeros años
David Brevik nació en Madison, Wisconsin, Estados Unidos. Fue educado en la Universidad Estatal de California en Chico de 1986 a 1991.

### Carrera
Tras haber trabajado como Director técnico en jefe en Iguana Entertainment Brevik renunció  para fundar Condor Inc (posteriormente Blizzard North) junto con los hermanos Max y Erich Schaefer. Ocupó el puesto de presidente de la compañía durante una década (1993 a 2003). En 1996 GameSpot nombró a Brevik como la cuarta persona más influyente del año en la industria de videojuegos para ordenador por su participación en la creación y desarrollo de Diablo.
En el 2003 Brevik renunció de su cargo en Blizzard North y cofundó Flagship Studios y en el 2006 Ping0, una compañía hermana de la primera. En el 2008, tras la disolución de Flagship Studios Brevik, comenzó a trabajar como Director Creativo en un nuevo estudio perteneciente a Turbine Inc.
En el 2009, David Brevik se traslada a San Mateo, California y comienza a trabajar en Gargantuan Studio, un estudio de desarrollo de videojuegos perteneciente a Gazillion Entertainment. En el 2011 el estudio es renombrado como Secret Identity Studios y David Brevik es nombrado presidente y COO de Gazillion Entertainment. En el 2013 es promovido a CEO de la misma empresa. En enero del 2016 deja la compañía para seguir "otras oportunidades". El mismo mes anunció vía Twitter su colaboración como asesor de Grinding Gear Games en la publicación de la versión china de Path of Exile.
Tras dejar de trabajar en Gazillion Entertainment, Brevik fundó un estudio indie llamado Graybeard Games, en el cual está desarrollando actualmente un videojuego llamado It Lurks Below.

## Trabajos
- Gordo 106 (1993) - Programador
- Aero the Acro-Bat (1993) - Programador
- Justice League Task Force (1995) - Programador
- Diablo (1996) - Programador Jefe, Diseñador Principal
- Diablo II (2000) - Jefe de Proyecto y Diseño
- Warcraft III: Reign of Chaos (2002) - Revisión Adicional[13]
- Hellgate: London (2007) - Visionario del juego, Programador Jefe, Editor de Guion
- Dungeons & Dragons Online: Eberron Unlimited (2009) - Director Creativo
- Marvel Heroes (2013) - Creador
- The Nonomancer (2016) - Creador
- It lurks Below (2018) - Creador

## Trivia
Durante GDC 2016 anunció que revelaría un documento con el concepto de juego original de Diablo lo cual hizo al terminar el evento.